# Höreda
Höreda är en småort i Eksjö kommun i Jönköpings län, kyrkby i Höreda socken.
Höreda kyrka ligger här.